# 壓倒性例外
壓倒性例外（overwhelming exception）是一種非形式謬誤，係提出一個看似普遍性通則的結論，卻附加了涵括大多數例外的聲明，以期誤導對方相信該通則具有普遍性。

## 例子
- 我这人从不说谎，只是在需要时才说谎
- 民主是最差的政治制度，如果除去其他一切已知的政治制度的話。——温斯顿·丘吉尔，1947年
- 予豈好辯哉？予不得已也。——孟子《滕文公下》
- 在我國，言論自由與信仰自由都獲得充分的保障，除非這些言論與信仰有危害國家安全的風險。
- 拋開事實不談，你就沒有錯嗎？

## 外部連結
- （英文）Overwhelming exception: | Logfall - Logical Fallacies（页面存档备份，存于）

1. ↑  Fischer, D. H., , Harper torchbooks first, New York: HarperCollins: 127, 1970, ISBN 978-0-06-131545-9, OCLC 185446787